# ويليام فورستر (سياسي)
ويليام فورستر هو فلاح وسياسي كندي، ولد في 16 مارس 1855 في كندا، وتوفي في 23 أكتوبر 1926. حزبياً، نشط في الحزب الليبرالي الكندي. وقد انتخب عضو مجلس العموم الكندي.